# Tatkavaklı, Mustafakemalpaşa
Tatkavaklı là một xã thuộc huyện Mustafakemalpaşa ,Mustafakemalpaşa tỉnh Bursa, Thổ Nhĩ Kỳ. Dân số thời điểm năm 2011 là 3.415 người.